# Turn A Gundam
Turn A Gundam (∀ガンダム?, Tān Ēi Gandamu), reso graficamente come ∀ Gundam, è una serie televisiva anime di 50 episodi del 1999, facente parte della metaserie Gundam. L'anime, creato per festeggiare il 20º anniversario dalla nascita della saga, è l'unico Gundam ideato e diretto da Yoshiyuki Tomino, creatore della serie originale, non ambientato nell'Universal Century, il più famoso "universo" di ambientazione delle serie di Gundam.
Questa serie si caratterizza per il ritorno di Tomino a toni e temi più leggeri, radicalmente differenti da quelli cupi e violenti presenti in Mobile Suit Victory Gundam. Da notare anche il fatto che Turn A è stata l'ultima serie Gundam ad essere animata esclusivamente in modo tradizionale, ovvero disegnata a mano sui cels.
Dopo la conclusione della serie, furono prodotti nel 2002 due lungometraggi riassuntivi, intitolati Turn A Gundam I: Earth Light e Turn A Gundam II: Moonlight Butterfly.
Turn A ha avuto diversi adattamenti manga. Due furono serializzati dalla Kōdansha: il primo fu raccolto in cinque tankōbon pubblicati dal 1999 al 2002 all'interno della collana Magazine Z; il secondo in due volumetti dal 1999 al 2000 all'interno della collana Comic Bom Bom; un terzo adattamento dal numero unico, intitolato Turn A Gundam: Tsuki no kaze, ideato da Akira Yasuda, è stato pubblicato dalla Kadokawa Shoten nel 2004 all'interno della rivista Gundam Ace.

## Ambientazione
La serie è ambientata nell'anno 2345 dell'era Seireki (正暦2345年 o CC 2345), in un nuovo calendario differente dai precedenti Gundam.
Seireki è un gioco di parole del termine giapponese indicante il calendario dell'era volgare (西暦; pronunciato Seireki). L'acronimo (inglese) CC sta per Correct Century (コレクトセンチュリー).

## Trama
Nell'anno 2345 CC la Terra è appena uscita da un periodo del quale la popolazione umana non ha più ricordo, denominato "Età Oscura". Il livello di sviluppo tecnologico dei terrestri è simile a quello dei primi anni del XX secolo. In realtà, una parte della popolazione umana (i "Moonrace") vive in colonie sulla Luna ed ha continuato a sviluppare un fortissimo arsenale militare. I "Moonrace", a causa del graduale esaurimento di risorse sul satellite hanno deciso che è giunto il momento di valutare un possibile ritorno sulla Terra e mandano tre adolescenti, Loran Cehack, Keith Laijie, e Fran Doll in esplorazione per essere sicuri del buon esito di un possibile ritorno al loro pianeta natale. I ragazzi sono seguiti due anni dopo dalle forze di invasione "Dianna Counter", che mettono in serio pericolo la pace fra le due razze.

## Produzione
La serie fu creata dalla Sunrise per celebrare il 20º Anniversario della nascita del franchise di Gundam ed annovera nello staff nomi di prestigio come Yōko Kanno (Cowboy Bebop e I cieli di Escaflowne) alle musiche e Syd Mead (Blade Runner, Aliens) al mecha design.
La "A" rovesciata (∀) del titolo è il simbolo logico del quantificatore universale, e si legge "per ogni". Così, il titolo può anche essere letto come Per ogni Gundam. Il simbolo non è stato usato per mera bellezza estetica. Yoshiyuki Tomino, infatti, desiderava creare una serie di Gundam che potesse riunire tutte le storie presenti nei vari "universi" della saga, dall'Universal Century a tutti quelli prodotti fino a quel momento. Un esempio chiaro di questa volontà di riunificazione è rintracciabile nelle due sigle di testa dell'anime, dove scorrono in rapida successione diversi fotogrammi tratti dalle precedenti serie di Gundam. Inoltre, diversi Mobile Suit presenti in Turn A si rifanno o sono chiaramente estrapolati da precedenti "incarnazioni" della serie.

## Sigle
Apertura
- Turn A Turn di Hideki Saijō (ep. 2-38)
- Century Color di RAY-GUNS (ep. 39-50)

Chiusura
- Aura (ep. 1-40)
- Tsuki no mayu (lett. "Il bozzolo della Luna") di Aki Okui (ep. 41-49)
- Kagiri naki tabiji (lett. "Viaggio Infinito") di Aki Okui (ep. 50)